# West Wiltshire
West Wiltshire was van 1974 tot 1 april 2009 een Engels district in het graafschap Wiltshire en telde 118.150 inwoners. De oppervlakte bedroeg 516,6 km².
De hoofdstad was Devizes. Van de bevolking was 17,2% ouder dan 65 jaar. De werkloosheid bedroeg 2,3% van de beroepsbevolking (cijfers volkstelling 2001).

## Geschiedenis
Het district West Wiltshire werd in 1974 n.a.v. de Local Government Act 1972 opgericht door de samenvoeging van Bradford and Melksham Rural District, Bradford-on-Avon Urban District, Melksham Urban District, Trowbridge Urban District, Warminster Urban District, Warminster and Westbury Rural District en Westbury Urban District.
In 2009 werd het district met drie andere districten samengevoegd tot het nieuwe district Wiltshire.

## Plaatsen in district West Wiltshire
- Bradford on Avon
- Warminster